# أفعى متوجة قزمة
متوّجة قزمة أو متوّجة قزمة سريعة (بالإنجليزية: crowned dwarf racer)‏ (الاسم العلمي: Eirenis coronella) هي أفعى غير سامة، تعيش في مناطق الشرق الأدنى و‌الشرق الأوسط.

## الوصف
يتراوح طول البالغين من هذه الأفعى ما بين 25—30 سم. الرأس أعرض قليلاً من الجسد والجسد مكتنز وذو حراشف ظهرية ملسة. الذيل أضيق بشكل واضح من الجسد ويشكل حوالي 20% من الطول الكلي. لون الظهر عادةً بني باهت إلى رمادي، مع أشرطة بلون غامق. لديها حول الرأس طوق بني عريض على شكل هلال، والجانب السفلي منها بلون مصفر إلى أبيض مع بقع بنية مستديرة.

## الإنتشار
تنتشر هذه الأفعى في كلاً من: الأردن، جنوب تركيا، سوريا، مصر(سيناء)، العراق، غرب إيران، الشمال والشمال الشرقي للسعودية، فلسطين.
عُثِر على هذا النوع في المناطق الجبلية، منها القاحلة ذات الغطاء النباتي الخفيف، ومنها الصلبة ذات التربة الصخرية. يمكن العثور عليها بين الصخور وعلى ضفاف الوديان الجافة. وغالبا ما توجد في الأراضي الزراعية وغيرها من تجمعات البشر (Egan 2007).

## التكاثر
تتكاثر هذه الأفعى بالبيض (بيوضية) تضع الأنثى بين ثلاث وخمس بيضات.